# Roberto Hernández Vázquez
Roberto Hernández Vázquez (Cidade do México, 20 de maio de 1964 — Cidade do México, 9 de janeiro de 2021) foi um ator e produtor de televisão mexicano.

## Morte
Roberto morreu em 9 de janeiro de 2021, por complicações da COVID-19.

## Filmografia
- Amor de barrio (2015)
- Heridas de amor (2006)
- Corazones al límite (2004)
- Atrévete a olvidarme (2001)
- Tres mujeres (1999/2000)
- La jaula de oro (1997)
- Morir dos veces (1996)
- La Paloma (1995)
- Alondra (1995)
- Corazón salvaje (1993/94)
- Sueño de amor (1993)